# デーリー・シンクフラーフェン
デーリー・シンクフラーフェン（Daley Sinkgraven, 1995年7月4日 - ）は、オランダ・アッセン出身のサッカー選手。フォルトゥナ・シッタートス所属。ポジションはDF。

## クラブ経歴
元プロサッカー選手・監督の父ハリー（Harry Sinkgraven）の影響で、デーリー・シンクフラーフェンはメッペルにあるMVV Alcidesというクラブでキャリアをスタート。しばらくしてSCヘーレンフェーンのユースアカデミーに移籍。順調にカテゴリーを登って行き、2014年1月18日のローダJC戦でハキム・ジイェフと交代出場しトップチームデビューを果たした。
2014年3月28日には、活躍と才能が認められ2017年までの契約を結んだ。
2014年夏にヘーレンフェーンの中盤の主力だったジイェフがFCトゥウェンテに移籍、この後シンクフラーフェンはヘーレンフェーンのレギュラーを掴んだ。
2015年1月31日、19歳のシンクフラーフェンはレリン・ドゥアルテと入れ替わる形でアヤックス・アムステルダムへの4年半契約で移籍した。背番号はドゥアルテが着用していた「8」を身につけ 、2月5日のAZアルクマール戦でデビューした。
UEFAヨーロッパリーグ 2016-17準優勝とUEFAチャンピオンズリーグ 2018-19準決勝進出に貢献した一方で、アヤックスに在籍した4年半で彼は怪我で101試合を欠場し、合計738日間負傷離脱した。
2019年6月17日、バイエル・レバークーゼンと2023年6月30日までの契約を締結したことが発表された。
2020年11月20日のアルミニア・ビーレフェルトとの試合ではルーカス・フラデツキーにバックパスした際、フラデツキーがクリアミスしたためオウンゴールのきっかけとなってしまった。
2023年5月22日、レバークーゼンはシンクグレーブンとの契約を更新しないことを発表した。
2023年7月11日、レバークーゼンを退団したシンクフラーフェンは2023-24シーズンから新たに昇格したUDラス・パルマスに加入した。これにより、シンクフラーフェンはラス・パルマスに加入した初のオランダ人選手となった。
2025年2月3日、フォルトゥナ・シッタートに1年半契約で移籍した。

## 代表経歴
U-17、U-18、U-19、U-21と各年代の代表に招集されていた。
2020年10月、フランク・デ・ブール監督によってスペイン代表との親善試合、UEFAネーションズリーグのボスニア・ヘルツェゴビナ戦、ポーランド戦に向けた34名の予備登録に初招集されたが、本登録のメンバーに選出されることはなかった。

## 個人成績
2023年7月12日現在
| クラブ             | シーズン       | リーグ                 | リーグ | リーグ | カップ戦 | カップ戦 | 国際大会 | 国際大会 | その他 | その他 | 通算 | 通算 |
| クラブ             | シーズン       | ディビジョン           | 出場   | 得点   | 出場     | 得点     | 出場     | 得点     | 出場   | 得点   | 出場 | 得点 |
| ------------------ | -------------- | ---------------------- | ------ | ------ | -------- | -------- | -------- | -------- | ------ | ------ | ---- | ---- |
| ヘーレンフェーン   | 2013-14        | エールディヴィジ       | 15     | 0      | 0        | 0        | -        | -        | 2      | 0      | 17   | 0    |
| ヘーレンフェーン   | 2014-15        | エールディヴィジ       | 20     | 4      | 1        | 0        | -        | -        | -      | -      | 21   | 4    |
| ヘーレンフェーン   | 通算           | 通算                   | 35     | 4      | 1        | 0        | 0        | 0        | 2      | 0      | 38   | 4    |
| アヤックス         | 2014-15        | エールディヴィジ       | 10     | 0      | 0        | 0        | 4        | 0        | -      | -      | 14   | 0    |
| アヤックス         | 2015-16        | エールディヴィジ       | 16     | 0      | 2        | 0        | 6        | 0        | -      | -      | 24   | 0    |
| アヤックス         | 2016-17        | エールディヴィジ       | 24     | 1      | 1        | 0        | 7        | 0        | -      | -      | 32   | 1    |
| アヤックス         | 2017-18        | エールディヴィジ       | 4      | 0      | 1        | 0        | 0        | 0        | -      | -      | 5    | 0    |
| アヤックス         | 2018-19        | エールディヴィジ       | 9      | 0      | 0        | 0        | 2        | 0        | -      | -      | 11   | 0    |
| アヤックス         | 通算           | 通算                   | 63     | 1      | 4        | 0        | 19       | 0        | 0      | 0      | 86   | 1    |
| ヨング・アヤックス | 2015-16        | エールステ・ディヴィジ | 5      | 1      | -        | -        | -        | -        | -      | -      | 5    | 1    |
| ヨング・アヤックス | 2017-18        | エールステ・ディヴィジ | 4      | 0      | -        | -        | -        | -        | -      | -      | 4    | 0    |
| ヨング・アヤックス | 通算           | 通算                   | 9      | 1      | 0        | 0        | 0        | 0        | 0      | 0      | 9    | 1    |
| レバークーゼン     | 2019-20        | ブンデスリーガ         | 13     | 0      | 2        | 0        | 6        | 0        | -      | -      | 21   | 0    |
| レバークーゼン     | 2020-21        | ブンデスリーガ         | 22     | 0      | 1        | 0        | 4        | 0        | -      | -      | 27   | 0    |
| レバークーゼン     | 2020-21        | ブンデスリーガ         | 12     | 0      | 2        | 0        | 4        | 0        | -      | -      | 18   | 0    |
| レバークーゼン     | 2022-23        | ブンデスリーガ         | 12     | 0      | 0        | 0        | 0        | 0        | -      | -      | 12   | 0    |
| レバークーゼン     | 通算           | 通算                   | 59     | 0      | 5        | 0        | 14       | 0        | 0      | 0      | 78   | 0    |
| ラス・パルマス     | 2023-24        | ラリーガ               |        |        |          |          | -        | -        |        |        |      |      |
| ラス・パルマス     | 通算           | 通算                   |        |        |          |          | -        | -        |        |        |      |      |
| キャリア総通算     | キャリア総通算 | キャリア総通算         | 166    | 6      | 10       | 0        | 33       | 0        | 2      | 0      | 211  | 6    |

## タイトル
アヤックス・アムステルダム
- KNVBカップ 2018-19
- エールディヴィジ 2018-19